# Bund

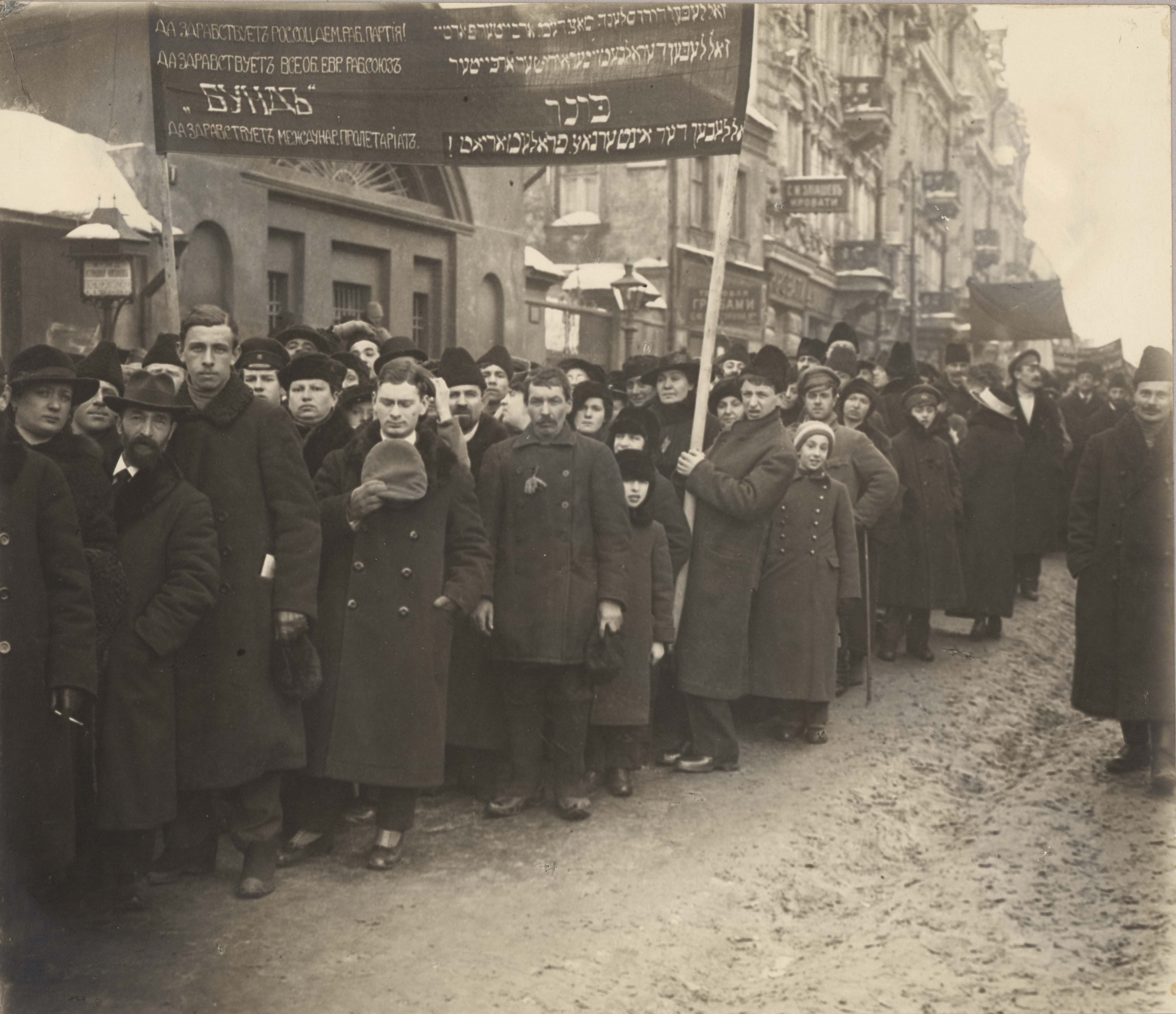
Demonstrace Bundu v roce 1917

Bund (v jidiš בונד‎, doslova „Svaz“, celým názvem Všeobecný dělnický židovský svaz v Litvě, Polsku a Rusku, v jidiš אַלגעמײַנער ייִדישער אַרבעטער בּונד אין ליטע פױלין און רוסלאַנד‎, Algemajner jidišer arbeter bund in Lite, Pojlin un Rusland) byla židovská sekulární sociálně demokratická strana.

## Historie
Strana vznikla roku 1897 ve Vilniusu v tehdejším Ruském impériu. Jejím cílem bylo sjednotit všechny židovské dělníky v carském Rusku do jednotné socialistické strany. Formálně se jednalo o součást Sociálně demokratické dělnické strany Ruska. Během revolučního období v Rusku mezi lety 1904 a 1906 měl Bund na 30 tisíc platících členů a desetitisíce dalších byli aktivními i pasivními sympatizanty. Členové Bundu se označovali jako bundisté.
Strana byla aktivní až do roku 1920. Její pozůstatky zůstaly aktivní jak v židovské diaspoře, tak v Izraeli.